# Arzobispo de Canterbury
El arzobispo de Canterbury o de Cantórbery (en inglés, archbishop of Canterbury; en latín, Archiepiscopus Cantuariensis) es el primado de la Iglesia de Inglaterra y líder espiritual de la Comunión anglicana; se le considera primus inter pares y de este modo su posición jerárquica es meramente simbólica y nominal.
Desde la época de Agustín hasta el siglo XVI, los arzobispos de Cantórbery estaban en plena comunión con la Sede de Roma y generalmente recibían el palio del Papa. Durante la Reforma anglicana, la Iglesia de Inglaterra se separó de la autoridad del Papa. Thomas Cranmer se convirtió, después de la Reforma anglicana en 1533, en el primer titular de este oficio; mientras que Reginald Pole fue el último católico en la posición, sirviendo desde 1556 a 1558 durante la Contrarreforma. En la Edad Media hubo una variación considerable en los métodos de nominación del arzobispo de Cantórbery y otros obispos. En varias ocasiones, la elección fue hecha por los cánones de la catedral de Cantórbery, el papa o el rey de Inglaterra. Desde la Reforma anglicana, la Iglesia de Inglaterra ha sido más explícitamente una iglesia estatal y la elección es legalmente la de la Corona británica; hoy está hecho por el monarca británico reinante con el consejo del primer ministro británico, quien a su vez recibe una lista de dos nombres de un comité ad hoc llamado Comisión de Nominaciones de la Corona. 
- Se trata del obispo diocesano de la diócesis de Canterbury, el condado de Kent y el extremo noreste de Surrey. Fundado en 597, es el obispado más antiguo[cita requerida] de la Iglesia de Inglaterra y de todo el Reino Unido.
- Es el metropolitano de la provincia de Cantórbery, que ocupa los dos tercios meridionales de Inglaterra.
- Como primado de toda Inglaterra, es la primera personalidad religiosa de la Iglesia de Inglaterra. Ocupa un papel importante en las ceremonias religiosas, como las coronaciones. Sin embargo, el monarca inglés es oficialmente gobernador supremo de la Iglesia de Inglaterra.
- Como jefe espiritual de la Comunión anglicana, es reconocido como primus inter pares (‘primero entre iguales’) de todos los primados del anglicanismo. Esto no es equivalente a lo que en la Iglesia católica es el papa. El arzobispo de Cantórbery no tiene potestad de régimen en las otras treinta y siete provincias de la Comunión anglicana.

El arzobispado de Cantórbery fue creado por el papa, siendo san Agustín de Canterbury el primer arzobispo. Otros arzobispos ilustres fueron san Anselmo de Canterbury o santo Tomás Becket.
El arzobispo más reciente, Justin Welby, fue el 105.° arzobispo de Canterbury desde el 21 de marzo de 2013 hasta su renuncia el 7 de enero de 2025. Hasta que se nombre un sucesor, las funciones oficiales del arzobispo han sido delegadas principalmente a Stephen Cottrell, arzobispo de York, y también a Sarah Mullally, obispo de Londres, y Rose Hudson-Wilkin, obispo de Dover.
Actualmente hay otros dos ex arzobispos vivos: George Carey (nacido en 1935), el 103º arzobispo; y Rowan Williams (nacido en 1950), el 104º arzobispo.